# Jean-Claude Nallet
Jean-Claude Nallet (Champdor, 15 de março de 1947 – 19 de agosto de 2023) foi um atleta francês que ganhou medalhas de ouro (em 1971) e de prata (em 1974) nos 400 metros com barreiras dos Campeonatos da Europa de Atletismo. Para além dos 400 m com barreiras, era também um bom corredor de 400 metros rasos, com um recorde pessoal de 45.1 s feito em 1970.
Esteve presente nos Jogos Olímpicos de Verão de 1968 na modalidade de 400 metros rasos e nos Jogos Olímpicos de Verão de 1976 nos 400 metros com barreiras. Em ambos os casos chegou às meias-finais, mas foi eliminado nessa fase. 
Foi campeão de França de 400 metros rasos entre 1968-1971 e de 400 m barreiras em 1975 e 1978.
Ao longo da sua carreira representou a USC Ambérieu-en-Bugey de 1962 a 1967, a AC Paris-Joinville de 1968 a 1974, e o Racing Club de France de 1975 a 1979.
Morreu em 19 de agosto de 2023, aos 76 anos.